# Sońsk
Sońsk ist ein Dorf und Sitz der gleichnamigen Gemeinde im Powiat Ciechanowski der Woiwodschaft Masowien, Polen.

## Gemeinde
Zur Landgemeinde (gmina wiejska) Sońsk gehören 37 Ortschaften mit einem Schulzenamt (solectwo):
Bądkowo
Bieńki-Karkuty
Bieńki-Śmietanki
Burkaty
Chrościce
Cichawy
Ciemniewko
Ciemniewo
Damięty-Narwoty
Drążewo
Gąsocin
Gołotczyzna
Gutków
Kałęczyn
Komory Błotne
Komory Dąbrowne
Kosmy-Pruszki
Koźniewo-Łysaki
Koźniewo Średnie
Koźniewo Wielkie
Łopacin
Marusy
Mężenino-Węgłowice
Niesłuchy
Olszewka
Ostaszewo
Pękawka
Sarnowa Góra
Skrobocin
Soboklęszcz
Sońsk
Spądoszyn
Strusin
Strusinek
Szwejki
Ślubowo
Wola Ostaszewska
Weitere Orte der Gemeinde sind Bieńki-Skrzekoty, Bratne, Chrościce-Łyczki, Dziarno, Janówek, Marianowo und Pogąsty.

## Verkehr
Der Bahnhof Gąsocin und die Haltepunkte Gołotczyna und Kałęczyn liegen an der Bahnstrecke Warszawa–Gdańsk, wobei der Haltepunkt Gołotczyna dem Ort Sońsk am nächsten liegt.